# Taylor Knox
Taylor Knox es un surfista profesional nacido en Thousand Oaks, California el 15 de mayo de 1971. También es conocido en el mundo del surf como TK o Bonehead.

## Carrera profesional
Taylor Knox comenzó a surfear con 8 años y con 15 años tuvo que someterse a una operación debido a una lesión hace años mientras practicaba skate y que le afectaba a la vértebra lumbar. Ya estuvo apartado del surf por sus molestias y ahora lo tendría que estar otra vez. Seis meses después volvió al mar para disputar las competiciones nacionales de la NSSA.
En 1990, participó en los World Amateur Championships (Campeonatos del Mundo Amateur) en Japón, defendiendo al combinado nacional estadounidense de la NSSA. Knox terminó cuarto y, un joven, Kelly Slater terminó quinto. En 1997 participó en el K2 Big-Wave Challenge, un evento en el que se premiaba con 50.000 dólares al surfista que surfease la ola más grande. Knox lo hizo.
En 1998 debutó en el ASP World Tour y en 2001 finalizó cuarto en el ranking mundial, su mejor año en el WCT. 
Fue utilizado como modelo en el videojuego "Left 4 Dead"